# Excès énantiomérique
L'excès énantiomérique (abréviation ee) mesure l'énantiosélectivité d'une réaction chimique, en quantifiant, dans un milieu réactionnel ou dans un produit, la quantité de l'énantiomère dominant qui excède la quantité de l'énantiomère opposé ou, pour l'exprimer d'une autre manière, qui excède la part de mélange racémique de l'ensemble. 
{\displaystyle ee=|\eta _{+}-\eta _{-}|}
où {\displaystyle \eta _{+}} et {\displaystyle \eta _{-}} désignent respectivement les fractions molaires des énantiomères dextrogyre et lévogyre et
{\displaystyle \eta _{+}+\eta _{-}=1}
Dans le contexte de la diastéréosélectivité, on peut définir de la même manière l'excès diastéréomérique de comme étant la valeur absolue de la différence entre les quantités de deux diastéréoisomères produits dans une réaction.
Numériquement, l'excès énantiomérique est équivalent à la pureté optique (abréviation po), puisque c'est l'excès de l'énantiomère dominant qui est responsable pour l'activité optique du mélange :
{\displaystyle po=\left|{\frac {[\alpha ]_{obs}}{[\alpha ]_{max}}}\right|}
où {\displaystyle [\alpha ]_{obs}} et {\displaystyle [\alpha ]_{max}} désignent, respectivement, l'activité optique d'un mélange d'énantiomères et l'activité optique d'un des énantiomères en état pur. 
Cette égalité entre excès énantiomérique et pureté optique n'est pas toujours vérifiée. En effet, dans certains cas, les molécules chirales peuvent partiellement s'associer pour former des oligomères supramoléculaires stables en solution, typiquement des dimères. Les agrégats ainsi créés n'ont pas les mêmes propriétés chiroptiques que leur monomères ce qui entraîne un écart entre la pureté optique mesurée et l'excès énantiomérique réel. Ce phénomène est connu sous le nom d'effet Horeau.
Les techniques disponibles pour mesurer un excès énantiomérique sont les mêmes que celles mesurant l'activité optique, ce qui n'identifie pas nécessairement lequel des deux énantiomères est dominant. Il est en plus possible d'évaluer l'excès énantiomérique par chromatographie sur phase chirale ou avec certaines techniques en spectroscopie RMN, ce qui évite les incertitudes dans les mesures d'activité optique et la nécessité de connaître {\displaystyle [\alpha ]_{max}}. Puisque les diastéréoisomères auront des propriétés physiques différentes, la chromatographie simple et la spectroscopie RMN ordinaire servent à mesurer l'excès diastéréomérique. 
Puisque dans la chimie moderne, l'on fait moins recours à l'activité optique pour mesurer l'excès énantiomérique, et pour simplifier le calcul des constantes d'équilibre et celui des vitesses relatives de réaction, Gawley (2006) suggère de remplacer l'utilisation des termes « excès énantiomérique » et « excès diastéréomérique » par l'utilisation des termes rapport énantiomérique (S/R) et rapport diastéréomérique.